# Melanchra adjuncta
Melanchra adjuncta là một loài bướm đêm trong họ Noctuidae.